# 一瞬の風になれ
『一瞬の風になれ』（いっしゅんのかぜになれ）は、佐藤多佳子による日本の長編小説およびそれを原作とする、安田剛士作画による漫画。陸上競技にかける高校生を描いた物語。2008年2月、フジテレビ系列でドラマ化。
原作は2006年9月から書き下ろしで刊行が開始された。全3巻。講談社刊。
2007年に本屋大賞、吉川英治文学新人賞を受賞。

## 構成
単行本（全3巻）の構成は以下の通り。
1. 第一部 イチニツイテ（2006年8月26日） ISBN 978-4062135627
2. 第二部 ヨウイ（2006年9月22日） ISBN 978-4062136051
3. 第三部 ドン（2006年10月25日） ISBN 978-4062136815

## 登場人物
神谷新二(16→18)
種目：100m 200m 4継（4×100mリレー） マイル（4×400mリレー）
主人公。身長175センチ、体重62キロ。短距離（ショートスプリント）選手。
中学卒業までは兄に憧れサッカーに勤しむ毎日だったが、自分には努力ではどうにもならない壁があると分かり、高校ではサッカーをやめてしまう。
同じクラスの根岸に誘われ、親友の一ノ瀬連と共に春野台高校陸上部へと入部。タフでどんな練習にもめげない努力家。そのため、連に「ターミネーター」と呼ばれたりする。
自身のデビュー戦である4×100mリレーで、自身のレーンを1つ隣の鷲谷高校のレーンと間違えてしまったり、いつも大会前に腹の調子を壊したりと非常に緊張しやすく、なおかつそれが表に出やすいが、後に桃内のある策によってその弱点は克服した。
自分で染めた黄色い髪の毛を気に入っているが、合宿では「たくあん」と呼ばれてしまう。3年の総体時には地毛に合わせ黒く染めている。
一ノ瀬連(16→18)
種目：100m 200m 4継（4×100mリレー） マイル（4×400mリレー）
新二の親友。身長175センチ、体重52キロ。短距離（ショートスプリント）選手。非常に柔軟性に優れていて運動神経抜群。
春野台高校1の俊足であり、中学2年の頃は全中7位までの実力を持っていたが、3年になる頃にはある理由がきっかけで陸上を辞めてしまう。しかし神谷新二、根岸康行の誘いで陸上を再び始める。
典型的な才能型のスプリンターであり、フォームが非常に洗練されている。自分勝手で子供っぽいところがある。お菓子とSFが大好き。
根岸康行(16→18)
種目：400m 4継（4×100mリレー） マイル（4×400mリレー）
春野台高校陸上部で神谷新二や一ノ瀬連と仲良くなった。ロングスプリント(400m中心)選手。彼曰く、陸上競技は『見えない強さを数字にする』とのこと。
桃内公太(16→17)
種目：100m　4継（4×100mリレー）
春野台高校陸上部で新二たちより１つ年下のムードメーカー。筋トレが大好きであり、プロテインなどにも詳しい。
下の名前はコミックス3巻で明らかになる。
神谷健一
新二の兄。
サッカー関係者なら誰でも知っている高校生天才プレーヤー。サッカーで有名な海嶺高校で高校1年生からレギュラーだった。後にジュビロ磐田と契約し、晴れてプロ選手となるも、交通事故で右膝の靭帯を損傷する。
谷口若菜(16→18)
元は短距離をやっていたが、記録が伸びず、悩んだ末に長距離へと転向する。新二が惚れた相手でもある。
三輪（先生）
春野台高校陸上部の顧問であり、OB。
原作の設定では、初登場時で33歳。テンパ。
間延びしている性格で、部員や旧友に「みっちゃん」と呼ばれている。頼れる陸上の指導者。
昔は彼女と同居していたが、教員試験を受けるときにストパーをかけたら、彼女にふられ、今は一人暮らし。

## ラジオドラマ
NHK-FM放送「青春アドベンチャー」で2007年5月14日から5月25日まで、平日の22:45～23:00 (JST) に放送された（全10回）。

### 主な出演者
- 内山眞人
- 小林良也
- 豊永利行
- 江川央生
- 三村ゆうな
- 保泉沙耶
- 木村良平
- 日野聡
- 菅原大吉
- 麻生侑里
- 江良潤

### 制作
- 原作：佐藤多佳子
- 脚色：佐藤久美子
- 選曲：伊藤守恵
- 演出：川野秀昭
- 技術：壇寛弥　西田俊和
- 音響効果：原大輔　千本木真純

## 漫画
『マガジンSPECIAL』（講談社）にて、2007年7月号より2010年4月号まで連載された。全6巻
1. 2008年2月15日 ISBN 978-4063639582
2. 2008年10月17日 ISBN 978-4063840544
3. 2009年5月15日 ISBN 978-4063841404
4. 2009年8月17日 ISBN 978-4063841763
5. 2009年12月17日 ISBN 978-4063842258
6. 2010年5月17日 ISBN 978-4063843088

## テレビドラマ
フジテレビ系列で、2008年2月25日から同年2月28日までの23時から23時45分（JST）枠にて、「春の4夜連続ドラマスペシャル」として4夜連続で放送された。4夜連続ドラマでは初めて、4日間を通しての連続で描かれるストーリーだった。キャッチコピーは「夢に向かって走れ！」

### キャスト
- 神谷新二：内博貴（元関ジャニ∞・元NEWS)
- 谷口若菜：福田沙紀
- 一ノ瀬連：長谷川純
- 根岸康行：遠藤雄弥（D-BOYS）
- 鍵山義人：五十嵐隼士（D-BOYS）
- 鳥沢圭子：谷村美月
- 守屋：北条隆博
- 桃内：中村友也
- 神谷健一：錦戸亮（当時関ジャニ∞・当時NEWS）（友情出演）
- 河野：平山広行
- 新二の父：浅野和之
- 新二の母：長野里美
- 仙波：吉岡佑
- 入江孝文：山内秀一
- お天気お姉さん：皆藤愛子
- 神谷新二（幼少）：坂口湧久
- 神谷健一（幼少）：照井宙斗
- 大塚先生：山下真司
- 三輪先生：内村光良

### スタッフ
- 演出：光野道夫、髙木健太郎
- プロデュース：栗原美和子
- 脚本：佐藤弘幸
- 制作：フジテレビドラマ制作センター
- 製作著作：フジテレビ

### サブタイトル
| 各話   | 放送日        | サブタイトル | 視聴率 |
| ------ | ------------- | ------------ | ------ |
| 第1話  | 2008年2月25日 | 再出発       | 11.2%  |
| 第2話  | 2008年2月26日 | 挫折         | 7.3%   |
| 第3話  | 2008年2月27日 | 亀裂         | 6.7%   |
| 最終話 | 2008年2月28日 | 決勝戦       | 7.4%   |

平均視聴率 8.2%（視聴率は関東地区、ビデオリサーチ調べ）

### 主題歌
- NEWS「裸足のシンデレラボーイ」（ジャニーズ・エンタテイメント）

## 舞台
2021年10月20日から25日まで東京・かめありリリオホールにて全9公演、11月1日から2日まで相模原（神奈川）・杜のホールはしもとにて全2公演が公演された。

### キャスト（舞台）
- 神谷新二：富本惣昭
- 一ノ瀬連：織部典成
- 谷口若菜：飯窪春菜
- 鳥沢圭子：菅原りこ
- 根岸康行：志村玲於（SUPER★DRAGON）
- 浦木：田中稔彦
- 三輪先生：五十嵐啓輔
- 守屋正人：山木透
- 桃内公太：優（CUBERS）
- 神谷健一：柳川るい
- 神谷母：香音有希
- 島田：小栗諒
- 市川：伊藤あいみ
- 高梨正己：黒木文貴
- 仙波一也：山内圭輔
- 大塚先生：宮本大誠
- 神谷父：野村宏伸
- アンサンブルキャスト：梅田祥平、桜町たろ、野島大貴、渡邊崇

### スタッフ（舞台）
- 原作：佐藤多佳子「一瞬の風になれ」(講談社文庫)
- 作・演出：松多壱岱
- 相模原公演後援：相模原市／相模原市教育委員会
- 主催：舞台「一瞬の風になれ」製作委員会

## エピソード
- 神奈川県立麻溝台高等学校に実在する陸上部をモデルとしている。取材には3年近くかけており、この作品で佐藤多佳子本人が一躍注目を集めるようになった。また、本屋大賞受賞時には日本テレビ製作の映画『しゃべれどもしゃべれども』の公開も近かったため、NEWS ZEROで取り上げられテレビに初出演した。
- 作者自身のブログにてドラマ化の際の脚本が原作とかけ離れた部分があったことなど不満を書いたことが、後日キャストに対する不満と勘違いされホームページ掲示板が一時閉鎖となった。その後、脚本の手直しなどもあり原作に極力近づけ、ある程度「許容」することで無事ドラマ化された。
- ドラマで谷口若菜役を演じた福田沙紀と守屋を演じた北条隆博と桃内役を演じた中村友也（現・中村倫也）は半年前に放送された同局の「土曜ドラマ」枠のドラマ『ライフ』でも共演している。